# Getinge landskommun
Getinge landskommun var en tidigare kommun i  Hallands län.

## Administrativ historik
När 1862 års kommunalförordningar började gälla inrättades över hela landet cirka 2 400 landskommuner, de flesta bestående av en socken. Därutöver fanns 89 städer och 8 köpingar, som då blev egna kommuner. Denna landskommun bildades då i Getinge socken i Halmstads härad i Halland. 
Vid kommunreformen 1952 bildade Getinge landskommun storkommun genom sammanläggning med den tidigare landskommunen Rävinge.
År 1974 gick hela området upp i Halmstads kommun. Kommunkoden 1952-1973 var 1312.

### Kyrklig tillhörighet
I kyrkligt hänseende tillhörde kommunen Getinge församling. Den 1 januari 1952 tillkom Rävinge församling.

## Geografi
Getinge landskommun omfattade den 1 januari 1952 en areal av 61,67 km², varav 60,83 km² land.

### Tätorter i kommunen 1960
I Getinge landskommun fanns tätorten Getinge, som hade 1 305 invånare den 1 november 1960. Tätortsgraden i kommunen var då 60,0 procent.

## Politik

### Mandatfördelning i valen 1938-1970
| 9 | 5 | 6 |

| 20 |

| 10 | 2 | 5 | 3 |

| 20 |

| 11 | 1 | 4 | 4 |

| 18 |

| 15 |  | 9 |  | 4 |

| 26 |

| 16 |  | 8 |  | 4 |

| 25 | 5 |

| 14 | 8 |  | 7 |

| 24 | 6 |

| 15 | 9 |  | 5 |

| 24 | 6 |

| 14 | 9 | 2 | 5 |

| 24 | 6 |

| 14 | 10 | 2 | 4 |

| 25 | 5 |